# Верхнелебяжье
Верхнелебяжье — село в Наримановском районе Астраханской области, на правом берегу реки Волги. Входит в состав Волжского сельсовета. В справочной географической литературе и путеводителях по Астраханской области известно тем, что вблизи села находится официальная вершина дельты Волги.

## География и климат
Село находится в зоне полупустыни, на окраине Калмыцкой степи, рядом с рекой Волга. Климат резко континентальный, преобладают западные ветра. Почва песчано-суглинистая.

## История
Казачья станица Лебяжинская была основана 1764 году. Первоначальное место было выбрано неудачно — берег подмывался, дома заносило песком. В результате прошений, в 1860—1870-х годах казаки переселились в посёлки Верхний и Нижний. В 1872 году станичное правление было перенесено в Верхний посёлок (на месте современного села Верхнелебяжье), а покинутое место старой станицы стало называться Старым хутором. Посёлок Нижне-Лебяжий в 1914 году был преобразован в станицу Астраханскую, в настоящее время большую часть бывшей застройки станицы занимает судостроительный завод «Лотос», а жители переселились на левую сторону Волги — село Нижнелебяжье.
В 1969 г. указом президиума ВС РСФСР поселок рыбозавода «Верхнелебяжинский» переименован в Верхнелебяжье.

## Население
| 2002 | 2010 | 2013 | 2014 |
| ---- | ---- | ---- | ---- |
| 337  | ↗361 | ↗371 | ↗374 |

## Учреждения села
- Администрация
- МУЧ «Основная школа с. Верхнелебяжье»
- Сельское отделение почтовой связи
- Дом культуры
- Библиотека